# Óita Stadion
Az Óita Stadion (japánul: 昭和電工ドーム大分), Szóva Denkó Dóme Óita) egy többfunkciós sportlétesítmény Óitában, Japánban. 2010 és 2019 között Óita Bank Dóme (japánul: 大分銀行ドーム, Óita Ginkó Dóme) volt a hivatalos megnevezése. 
A 2002-es labdarúgó-világbajnokságon két csoportmérkőzést és egy nyolcaddöntőt rendeztek itt. 2001-ben nyitották meg és eredetileg a befogadóképessége 43000 fő volt, de a világbajnokságot követően 3000 széket eltávolítottak, így lecsökkent 40000-re.

## Események

### 2002-es labdarúgó-világbajnokság
| Dátum            | Pályaválasztó | Eredmény   | Vendég      | Forduló      |
| ---------------- | ------------- | ---------- | ----------- | ------------ |
| 2002. június 10. | Tunézia       | 1 – 1      | Belgium     | H csoport    |
| 2002. június 13. | Mexikó        | 1 – 1      | Olaszország | G csoport    |
| 2002. június 16. | Svédország    | 1 – 2 (h.) | Szenegál    | Nyolcaddöntő |

* h. – hosszabbításban